# Schiekade 77
Het voormalig herenhuis aan de Schiekade 77 in Rotterdam is een rijksmonument aan de Schiekade, gebouwd in 1896 in opdracht van de bouwondernemer C. Kurpershoek, naar (een vroeg) ontwerp in overgangsarchitectuur van de Rotterdamse architect P.G. Buskens.

## Omschrijving
Het (niet vrijstaande) herenhuis is opgetrokken op een rechthoekige plattegrond en omvat een souterrain, twee verdiepingen en een kapverdieping. De voorgevel, vier traveeën breed, is asymmetrisch ingedeeld en, boven een rustica natuurstenen plint ter hoogte van het souterrain, opgetrokken in rode verblendsteen met details van natuursteen en gele verblendsteen. De glas-in-lood (schuif)vensters en deuren zijn rechthoekig of getoogd met houten kozijnen. Het zadeldak, met de nok parallel aan de Schiekade, is met leien gedekt. De voorzijden van de punt(zij)gevels zijn met rode baksteen en natuurstenen ezelsruggen als trapgevels gedetailleerd. Ter hoogte van het souterrain bevinden zich respectievelijk (van links naar rechts): de houten, geprofileerde, dienstingang met ijzerbeslag en siertraliewerk, een drieledig venster met ronde bovenlichten, een halfrond venster en de inpandige natuurstenen trap naar de voordeur. Ter hoogte van de bel-étage bevinden zich links twee rechthoekige vensters, aan de bovenzijde omlijst met natuursteen. Hierboven bevindt zich een fries met een tegeltableau met de spreuk "sine labore nihil". Rechts van deze vensters de ingangsportiek onder een rondboog van gele verblendsteen en natuurstenen aanzetstenen. Deze boog steunt aan de rechterzijde op een hardstenen zuil. Aansluitend hierop bevindt zich rechts, boven de trap, een halve rondboog van gele verblendsteen. De voordeur is van decoratief geprofileerd blank hout met smeedijzeren siertraliewerk voor de kleine vensters. Rechts van de deur bevindt zich een rondboogvenster. Op de tweede verdieping bevinden zich links twee gekoppelde vensters omlijst met een spaarveld van gele verblendsteen en onder een gezamenlijke decoratieve rollaag. In de boogtrommel van de rollaag is een tegeltableau aangebracht. Boven de ingangspartij bevindt zich een natuurstenen balkon met een rechthoekige deur met getrapte natuurstenen omlijsting. Rechts hiervan één getoogd venster omlijst met een spaarveld van gele verblendsteen, waarboven een tegeltableau met het jaartal "1896". 

Naast het balkon, onder het venster bevindt zich een natuurstenen medaillon in een vierkante omlijsting met een en profil ridderportret. Onder de geprofileerde dakgoot (op geprofileerde klossen) bevindt zich een kroonlijst gedecoreerd met geglazuurde tegels. Dakgoot en kroonlijst worden beëindigd met gebeeldhouwde figuren: links een leeuw, rechts een jongetje. De ingangstravee is hoger opgetrokken als torentje waarin zich ter hoogte van de kapverdieping een rechthoekig drielichtvenster met natuurstenen deelzuiltjes bevindt. De toren heeft een tentdak met smeedijzeren bekroning. Dakgoot en kroonlijst van het torentje zijn vormgegeven conform de eerder beschreven dakgoot en kroonlijst. Links van de toren bevindt zich op het dak een kleine dakkapel met een torenspitsje en sierlijke ijzeren bekroning. 

De achtergevel is geheel opgetrokken in rode baksteen en bevat links op de begane grond een uitspringend bouwdeel met deuren naar de tuin. Hierboven bevindt zich op de verdieping een balkon met houten en smeedijzeren borstwering. Op de verdieping hierboven bevindt zich rechts in de gevel een loggia met houten en smeedijzeren borstwering en op de kapverdieping links een balkon. De gevel eindigt in een topgevel met houten windveren en makelaar. In het interieur zijn onder meer nog origineel: de gedessineerde tegelvloeren in het souterrain en de rijk gedecoreerde hal en het trappenhuis. De hal en het trappenhuis zijn voorzien van marmerlambrisering waarboven stucco blokwerk en hier en daar stucco ornamenten. De deuren zijn omlijst met geprofileerde houten en stucco decoraties. De hal is voorzien van een spiegelgewelf ondersteund door stucco gedecoreerde 'consoles'.

## Waardering
Het herenhuis is van algemeen belang vanwege de architectuur- en cultuurhistorische waarde, alsmede van belang als vroeg werk binnen het oeuvre van de Rotterdamse architect P.G. Buskens en als specimen van de Schiekade-architectuur van vóór de demping van de Schie tijdens de Tweede Wereldoorlog.

## Afbeeldingen

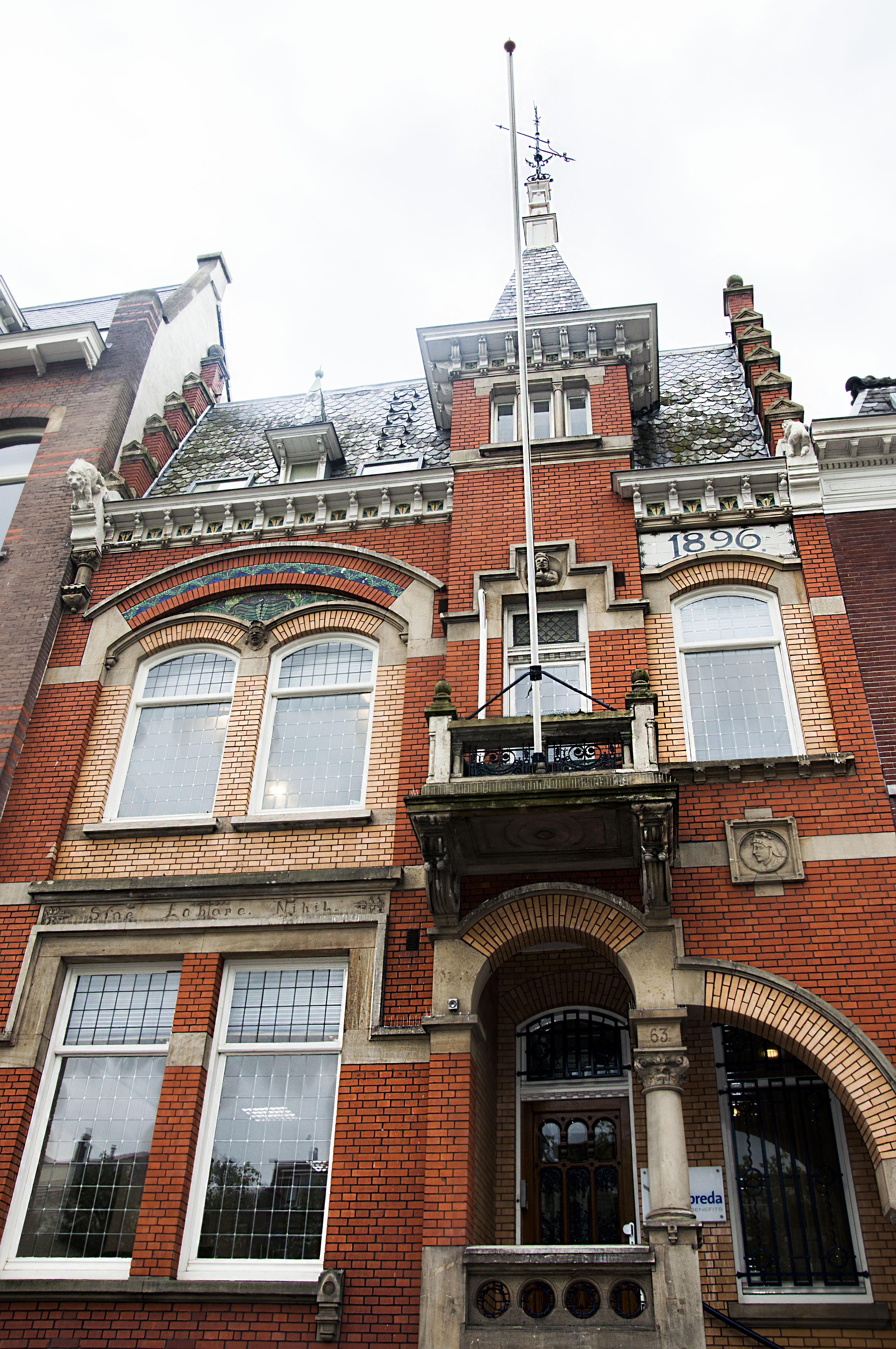
Voorgevel
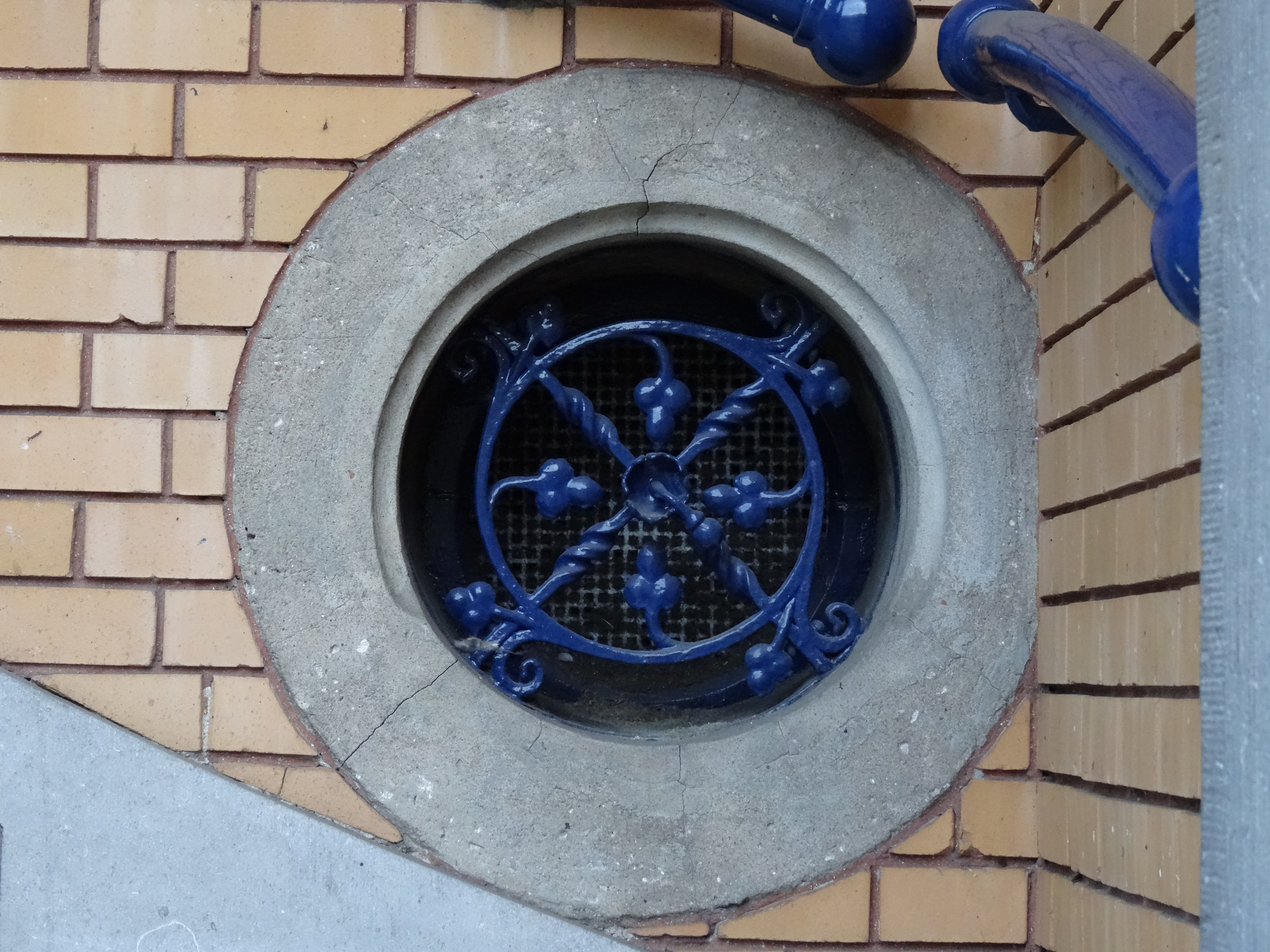
Het Ronde raam
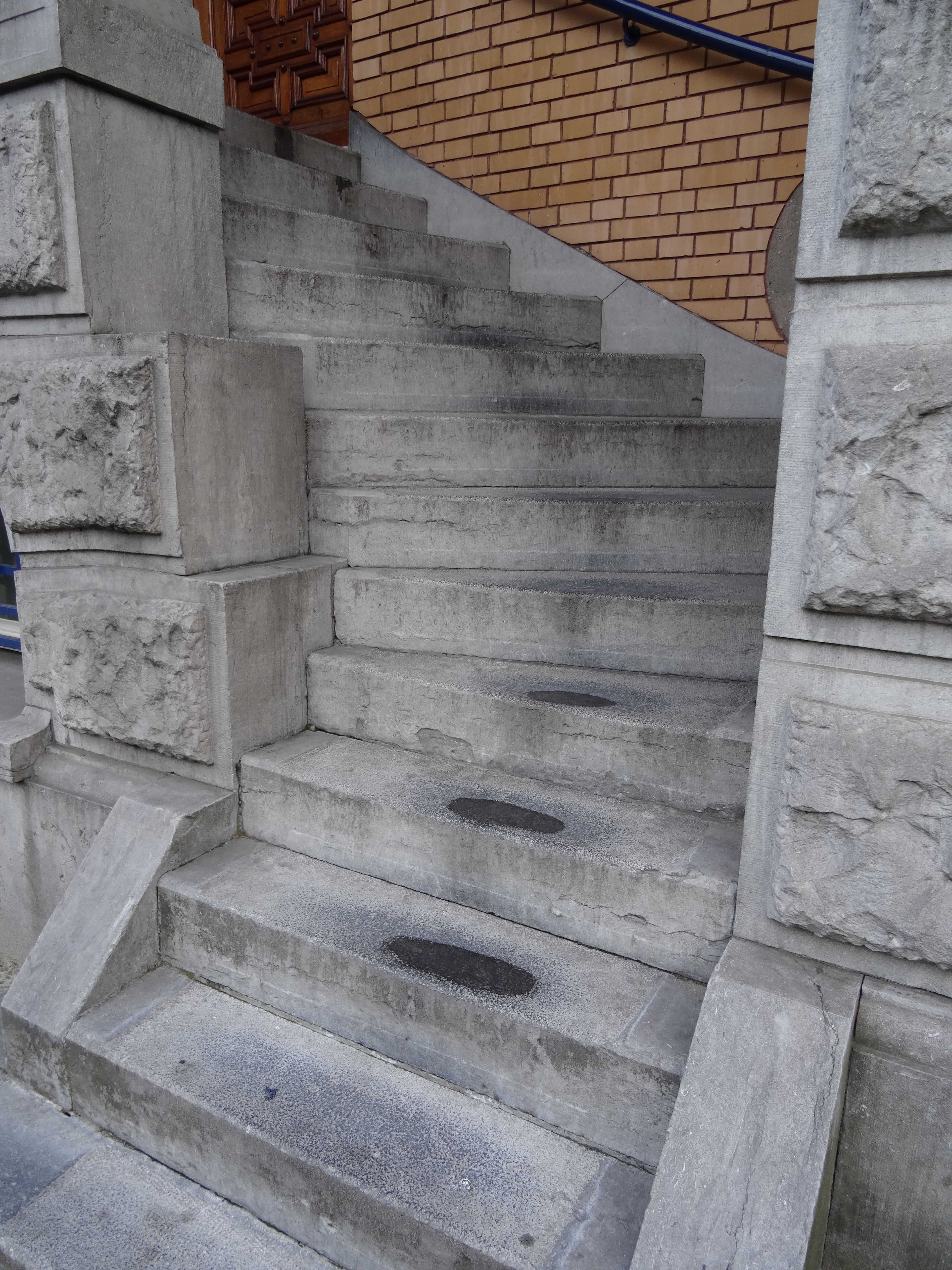
De stenen trap
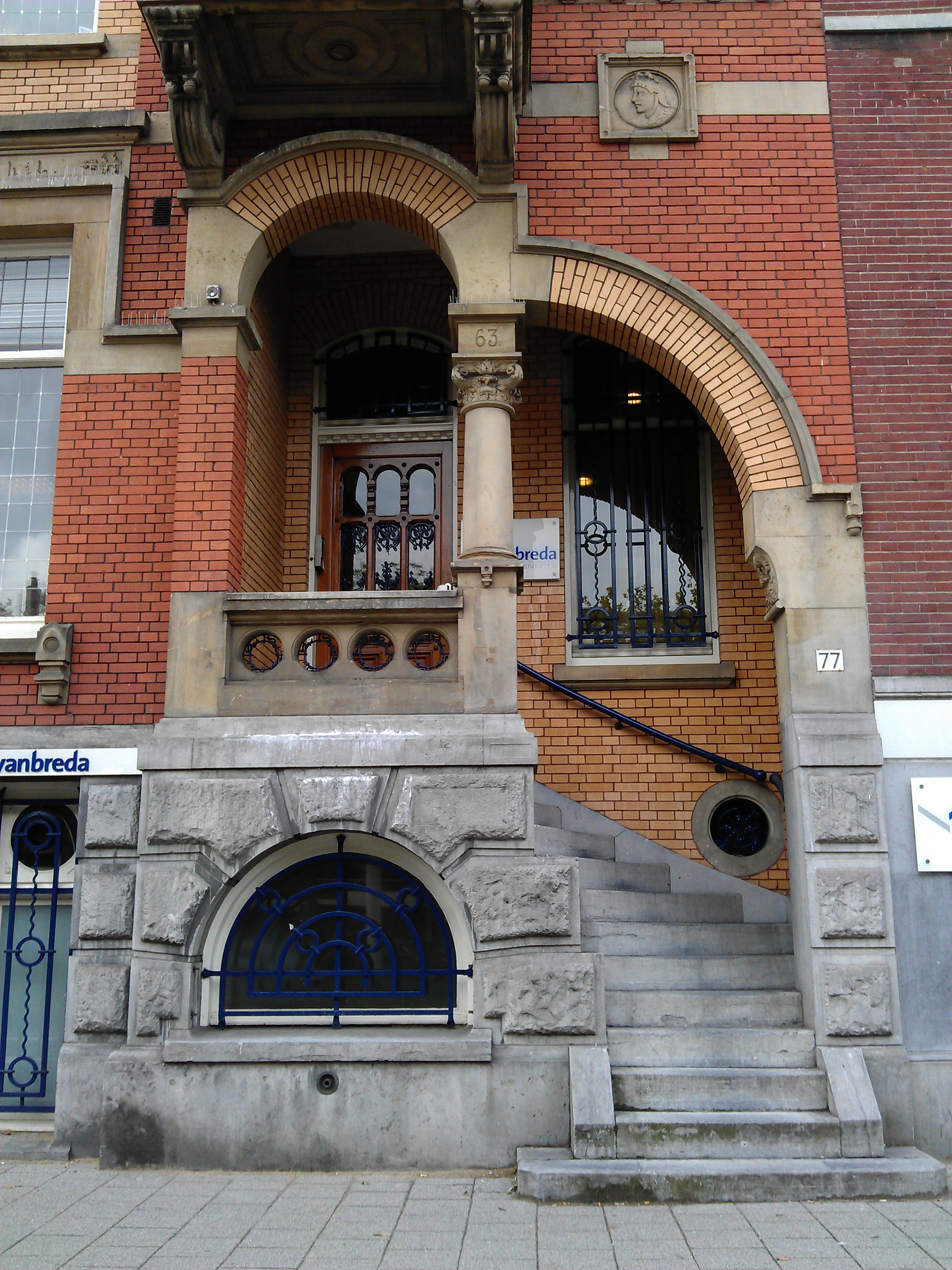
Overzicht entree van het pand